# هارمون
هارمون (بالإنجليزية: Harmon)‏ هي منطقة في مقاطعة مورتون، داكوتا الشمالية، الولايات المتحدة. كان عدد سكانها 145 اعتبارا من تعداد عام 2010.